# Pteria (Gattung)
Pteria ist die namengebende Gattung der Flügelmuscheln (Pteriidae) aus der Ordnung der Ostreida. Die ältesten Arten der Gattung Pteria stammen aus dem Perm.

## Merkmale
Die etwas ungleichklappigen, leicht bauchigen Gehäuse der Pteria-Arten sind meist mehr oder weniger schief-eiförmig, gelegentlich sogar seitlich eingedrückt. Die linke Klappe ist meist etwas stärker gewölbt als die rechte Klappe. Die Wirbel sitzen nahe dem vorderen Ende und sind nach vorne eingekrümmt. Der Dorsalrand ist gerade und hinten und vorne meist zu langen flügelähnlichen Fortsätzen (Ohren) ausgezogen. Meist ist der hintere Fortsatz wesentlich länger als der vordere Fortsatz und kann sogar die Gesamtlänge des Gehäusekörpers übertreffen (Pteria peasi). Unterhalb des vorderen Ohrs der rechten Klappe befindet sich ein Schlitz für den Byssus. Das Kardinalfeld (Schloss) besitzt eine flache dreieckige Ligamentgrube, die leicht schief nach hinten gerichtet ist. Das Schloss hat ein oder zwei kurze, zahnartige Fortsätze unterhalb des Wirbels.
Die Oberfläche der Gehäuse ist glatt mit schwachen Anwachsstreifen und/oder mit radialen Runzeln versehen. Das Periostracum ist faserig, oft abblätternd, und kann am Gehäuserand zu Haaren verlängert sein.
Juvenile Exemplare weisen noch zwei Schließmuskeln auf. Bei den adulten Tieren ist der vordere Schließmuskel stark oder komplett reduziert; sie haben nur noch einen Schließmuskel.

## Geographische Verbreitung und Lebensraum
Die Arten der Gattung Pteria sind heute weltweit in tropischen und subtropischen Meeren beheimatet. Nur wenige Arten dringen in gemäßigte Bereiche vor. Sie kommen vom Flachwasser (ca. 5 m) bis in größere Wassertiefen (tiefer als 1500 Meter) vor. Sie leben mit Byssusfäden angeheftet auf Hartgründen.

## Taxonomie
Die Gattung Pteria wurde 1777 von Giovanni Antonio Scopoli aufgestellt. Typusart ist Mytilus hirundo Linné, 1758 durch Monotypie. MolluscaBase und die Paleobiology Database stellen folgende rezenten und fossilen Arten zur Gattung Pteria. Viele Arten, besonders die fossilen, sind nur schlecht bekannt, sodass sich in der Artenzahl noch größere Änderungen ergeben können.
- Gattung Pteria Scopoli, 1777
  - Pteria admirabilis Wang, 2002
  - Pteria aegyptiaca (Dillwyn, 1817)
  - †Pteria argentea Conrad, 1848 (Eozän)
  - Pteria atlantica (Lamarck, 1819)
  - Pteria avicular (Holten, 1802)
  - Pteria bernhardi (Iredale, 1939)
  - †Pteria berryi Adegoke, 1969 (Miozän)[4]
  - †Pteria bisincilis Guo, 1985 (Griesbachium)
  - Pteria broomei M. Huber, 2010
  - Pteria brunnea (Pease, 1863)
  - Pteria bulliformis Wang, 2002
  - †Pteria carixensis Cox, 1928 (Pliensbachium)
  - Pteria colymbus (Röding, 1798)
  - Pteria cooki Lamprell & Healy, 1997
  - †Pteria dalli Stephenson, 1936
  - Pteria dendronephthya Habe, 1960
  - †Pteria dianensis Guo. 1985 (Anisium)
  - †Pteria elegans (Münster, 1833) (Unterer Jura)
  - †Pteria elegans Chen, 1976 (präokkupiert)
  - Pteria fibrosa (Reeve, 1857)
  - Pteria formosa (Reeve, 1857)
  - Pteria gregata (Reeve, 1857)
  - †Pteria guizhouensis Chen, 1976 (Trias)
  - †Pteria hechuanensis Xu, 1978 (Trias)
  - †Pteria hertleini Wiedey, 1928 (Oligozän/Miozän)[4]
  - Pteria heteroptera (Lamarck, 1819)
  - Vogelmuschel (Pteria hirundo (Linnaeus, 1758))
  - †Pteria howei Nelson, 1925 (Paläozän)[4]
  - Pteria howensis Lamprell & Healy, 1997
  - †Pteria infelix White, 1887 (Kreide)
  - †Pteria inornata Gabb, 1873 (Miozän/Pliozän)
  - †Pteria jordani Wiedey, 1928 (Miozän)[4]
  - Pteria lata (Gray in Eyre, 1845)
  - Pteria levitata (Iredale, 1939)
  - †Pteria limula (Conrad, 1833) (Eozän)
  - Pteria maccullochi (Iredale, 1939)
  - Pteria maura (Reeve, 1857)
  - †Pteria mira (Zhizhchenko, 1934)
  - †Pteria murchisoni Geinitz, 1862 (Trias)
  - †Pteria nasuta Tate, 1886 (Eozän)
  - †Pteria notukeuensis Warren, 1934 (Kreide)
  - †Pteria oneroaensis (Powell & Bartrum, 1929)
  - Pteria peasei (Dunker, 1872)
  - †Pteria pellucida Gabb, 1864 (Eozän)
  - Pteria penguin (Röding, 1798)
  - †Pteria peregrina Stoyanow, 1949 (Unterkreide)
  - †Pteria petropolitana Stenzel & E. K. Krause, 1957
  - Pteria physoides (Lamarck, 1819)
  - †Pteria plana Morris & Lycett, 1854 (Jura)
  - †Pteria richardsoni Girty, 1909 (Perm)
  - †Pteria rositae Hertlein, 1928 (Oligozän/Miozän)[4]
  - †Pteria rugosa Chen, 1976 (Trias)
  - Pteria saltata (Iredale, 1931)
  - †Pteria sanqiaoensis Chen, 1976 (Trias)
  - Pteria spectrum (Reeve, 1857)
  - †Pteria spedeni Waterhouse, 1960 (Trias)
  - †Pteria squamifera Girty, 1909 (Perm)
  - Pteria sterna (Gould, 1851)
  - Pteria straminea (Dunker, 1852)
  - †Pteria thomseni Schnetler & M. S. Nielsen, 2018
  - Pteria tortirostris (Dunker, 1849)
  - †Pteria ussurica Kiparisova, 1938 (Trias)
  - Pteria venezuelensis (Dunker, 1872)
  - †Pteria yonganensis Wang, 1993 (Perm)

Synonyme nach MolluscaBase sind: Austropteria Iredale, 1939, Avicula Bruguière, 1792, Electroma (Pterelectroma) Iredale, 1939, Magnavicula Iredale, 1939, Phelopteria Stephenson, 1952 und Pterelectroma Iredale, 1939.

## Belege